# Heinrich Jürs (Autor)
Johann Heinrich Wilhelm Jürs (* 20. Februar 1844 in Altona; † 10. November 1919 in Hamburg) war ein deutscher Zahnarzt und Autor in niederdeutscher Sprache.

## Leben
Heinrich Jürs wurde 1844 als Sohn eines Weinhändlers in Altona geboren. Dort besuchte er bis zu seinem 13. Lebensjahr das Christianeum und war danach Schüler an einer Privatschule. Schon seit früher Jugend interessierte er sich für technische Arbeiten und absolvierte deshalb nach seiner Konfirmation von 1860 bis 1863 eine Ausbildung im Drechslerhandwerk. Aufgrund mangelnder Aussichten für seine Weiterentwicklung in diesem Beruf begann Jürs ab 1867 in Hamburg die Zahntechnik zu erlernen. Ab 1868 besuchte er die Universität Kiel und legte dort 1869 die für ausübende Ärzte vorgeschriebene Staatsprüfung (Approbation) ab. Anschließend war er als Zahnarzt in Hamburg tätig.
Jürs veröffentlichte humoristische Gedichte und Geschichten zumeist in niederdeutscher Sprache. Von 1897 bis kurz vor Ausbruch des Ersten Weltkriegs war er als Nachfolger des verstorbenen Arnold Mansfeldt Mitarbeiter des Hamburger Fremdenblatts. Jürs war auch unter dem Pseudonym „Tedge Puttfarken“ bekannt. Er war Mitglied im Journalisten- und Schriftstellerverein für Hamburg, Altona und Umgegend.
Nach Heinrich Jürs wurde 1933 der Jürsweg in Hamburg-Horn benannt.

## Werke (Auswahl)
- Hoch un platt, for jeden wat: Humoristische Gedichte. Altona 1875 (Digitalisat (3. Aufl.) in der Google-Buchsuche)
- Spaßige Rimels: Plattdeutsche humoristische Dichtungen. 1. Teil, Kramer, Hamburg 1877
- Spaßige Rimels: Plattdeutsche humoristische Dichtungen. 2. Teil, Kramer, Hamburg 1880 (Digitalisat beim MDZ)
- Spaßige Rimels: Plattdeutsche humoristische Dichtungen. 3. Teil, Hamburg 1882
- Die Tante Dibber. Kramer, Hamburg 1883
- Spaßige Rimels: Plattdeutsche humoristische Dichtungen. 4. Teil, Hamburg 1887
- Wat Fro Lütt op de Utstellung in Hamborg passirt is. Kramer, Hamburg 1889
- Fro Schur er Tollansluß-Geschichte. Kramer, Hamburg 1889
- Spaßige Rimels: Plattdeutsche humoristische Dichtungen. 5. Teil, Hamburg 1891
- Woto de Tänpien god sünd. Kramer, Hamburg 1892
- Plattdeutsche Humoresken: Zum Vorlesen in Vereinen und geselligen Kreisen. Kramer, Hamburg 1893
- „Pipmantjes“: Plattdütsche un missingsche Snaken ton Vordregen mank fidele Lüd. Nielsen, Hamburg 1897
- Snuten un Poten (= Pipmantjes. Band 2). Dörling, Hamburg 1914 (Inhaltsverzeichnis)